# Distretto di Villanterio
Il distretto di Villanterio era il nome di un distretto progettato dal governo giacobino della Repubblica Cisalpina nel dipartimento del Ticino. Come molti enti simili, non trovò piena applicazione a causa del caotico periodo rivoluzionario in cui fu ideato, e venne soppresso dopo solo un anno a causa di nuovi rivolgimenti politici.

## Storia
La Costituzione della Repubblica Cisalpina progettò un nuovo ordinamento degli enti locali lombardi, partendo dal presupposto di una nuova geografia basata su una razionalizzazione illuministica anziché sui retaggi di secoli di storia. La funzione dei distretti, che andavano a sostituire l'istituto plurisecolare della pieve, sarebbe divenuto quello di svolgere le più alte funzioni municipali nelle aree di notevole parcellizzazione comunale.
Nell'area orientale pavese il borgo di Villanterio, antica sede plebanea rinascimentale, fu fatta sede di un distretto esteso sulla sua precedente delegazione. Il distretto venne classificato col numero 18.
Definito dalla legge 6 germinale anno VI, l'ente non riuscì ad avere una vera applicazione, poiché pochi mesi dopo il golpe militare riversò il governo giacobino sostituendolo con uno finalizzato ad ottenere risparmi per la guerra. Il distretto di Villanterio, ritenuto troppo piccolo, venne subito cancellato a favore di circoscrizioni più ampie.

## Territorio
Il territorio del distretto ereditava quello della XI delegazione della Sottana, ossia Copiano, Gerenzago, Inverno, Magherno, Monte Bolognola, Torre d'Arese e Villanterio.